# Ceromya occidentalis
Ceromya occidentalis is een vliegensoort uit de familie van de sluipvliegen (Tachinidae). De wetenschappelijke naam van de soort is voor het eerst geldig gepubliceerd in 1994 door O'Hara.